# Bergwerkswald
Der Bergwerkswald ist ein 86,47 Hektar großes Waldgebiet zwischen Gießen und Linden, welches zu 20 Prozent auf dem Gebiet der Stadt Gießen liegt, 80 Prozent gehören zu Linden. Das Gelände wurde 1955 das erste Mal unter Naturschutz gestellt, 1972 zum zweiten Mal. Seit 2001 ist der Bergwerkswald Fauna-Flora-Habitat (FFH)-, Natura 2000- und Naturschutzgebiet.

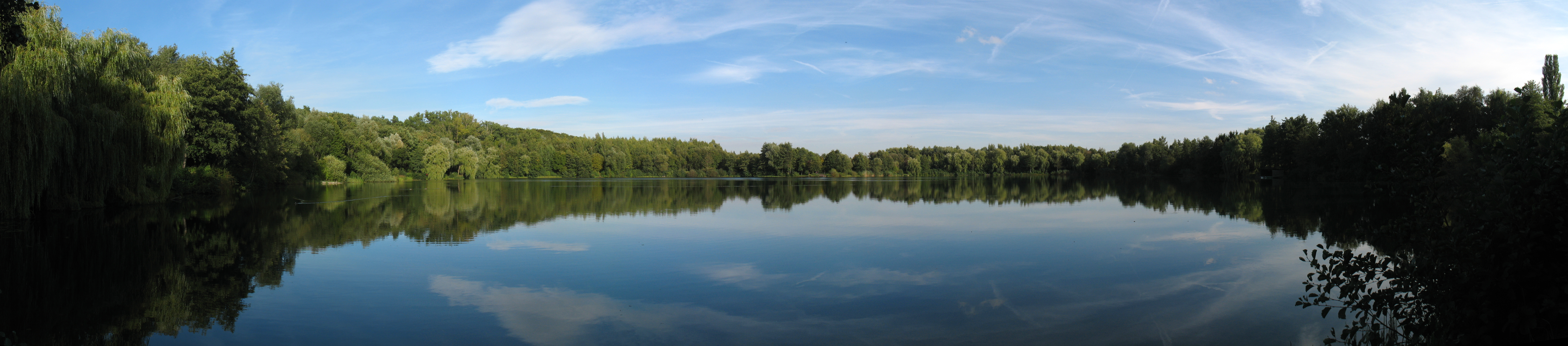
Grube Fernie, ehemaliger Tagebau am Südrand des Bergwerkswaldes

Der Name stammt von den früher zahlreichen Bergwerken in diesem Gebiet, die Eisen- und Manganerz-Vorkommen gehörten zu den größten in Deutschland. Daneben wurde noch Kalk sowie Manganton abgebaut. Die aus der Ausbeutung zwischen 1843 und 1952 im Tagebau und im Stollen-Bergbau entstandenen Hohlräume führen noch heute von Zeit zu Zeit zu plötzlichen Bodenabsenkungen. Große Teile des Waldes sind Naturschutzgebiet, in dem sich viele Seen, Pflanzen und Tiere befinden. Die Seen sind teilweise dadurch entstanden, dass Bomberverbände der Alliierten beim Luftangriff auf Gießen am 6. Dezember 1944 ihre Ziele verfehlten und die Bombenlast über dem Wald abwarfen. Aus den Bombenkratern sind kleine Tümpel und Teiche entstanden, die vor allem Geburtshelferkröten und einer sehr großen Kammmolch-Population einen guten Lebensraum bieten. Daneben existieren Wasserfledermäuse.

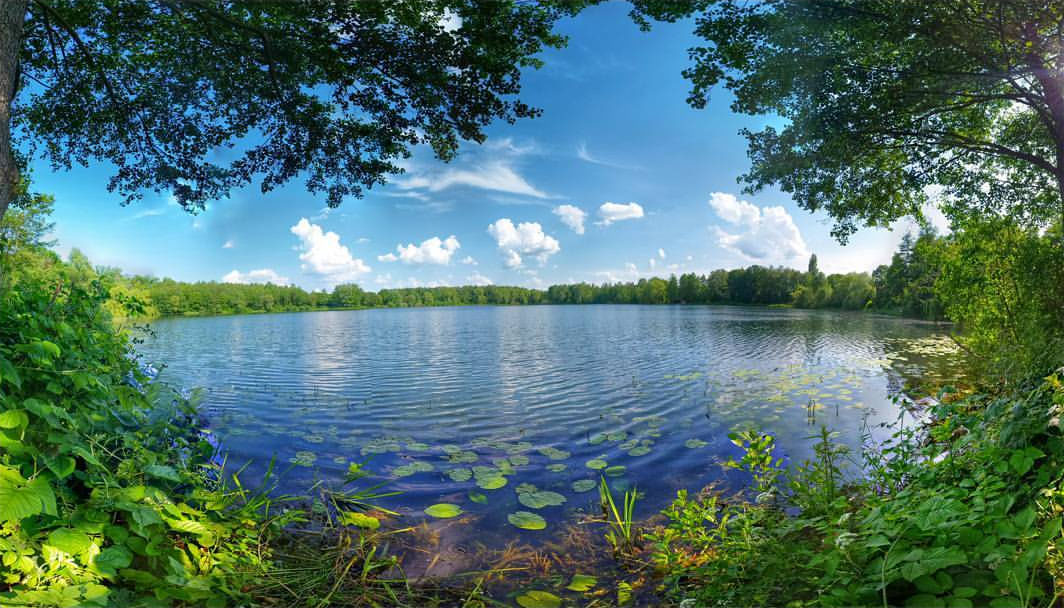
Grube Fernie, Sphärenaufnahme

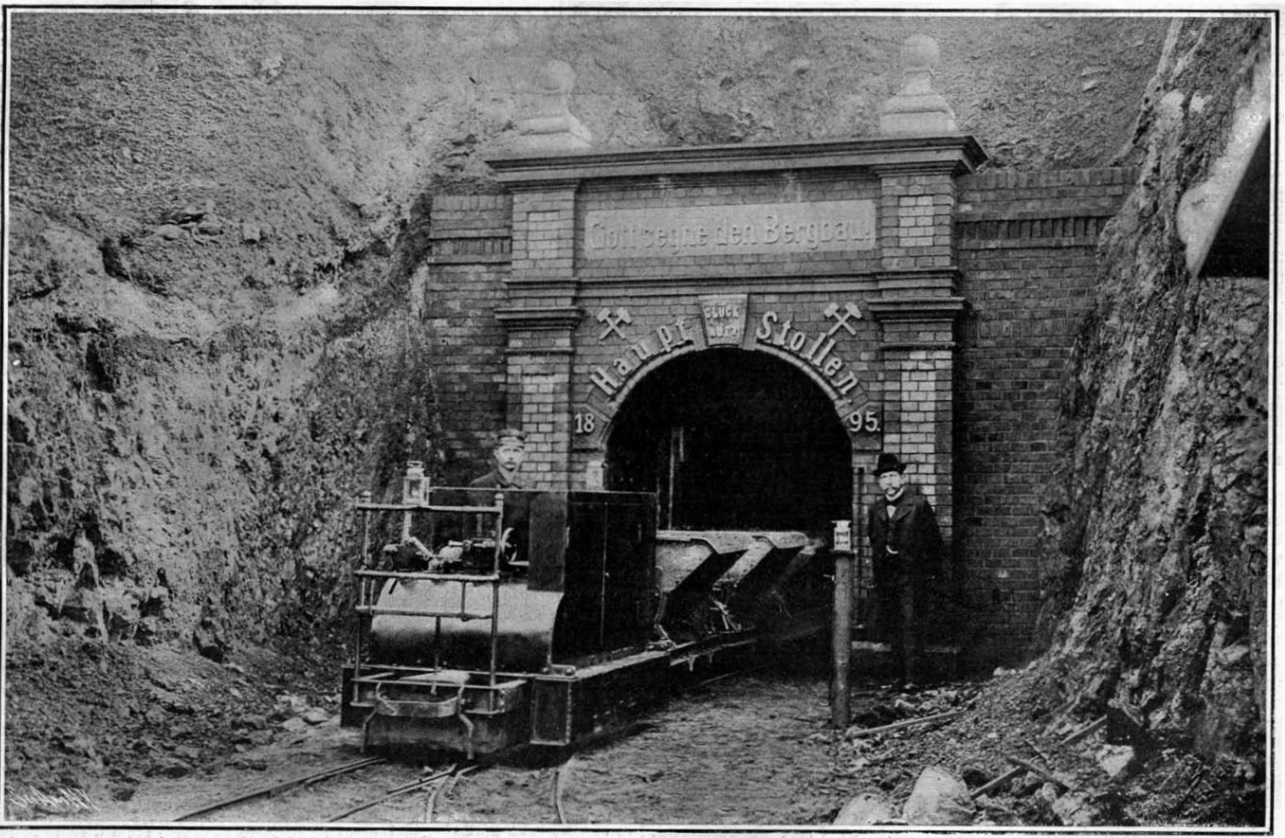
Die Benzollok der Grube Fernie war die erste Deutz-Grubenlok überhaupt

Ebenfalls interessant sind einige Gesteinsformationen im Wald: Es erhebt sich mitten aus dem Wald über einem See ein etwa 15 m hoher Felsen, von dessen Spitze aus man einen guten Ausblick über die Wipfel der Bäume hat. Der Aufstieg ist von forstamtlicher Seite jedoch eigentlich nicht gestattet, da eine erhöhte Absturzgefahr besteht. Außerdem befinden sich in der Nähe des Lindener Ortsteils Forst auch noch Hügelgräber aus der späten Eisenzeit.
Der Bergwerkswald wird heute von mehreren Verkehrsadern durchschnitten. Dies ist zum einen die Bundesautobahn 485, die in diesem Gebiet auch die Anschlussstelle Dreieck Bergwerkswald als Abzweig zur Bundesstraße 49 aufweist. Außerdem führt die Main-Weser-Bahn von Gießen nach Frankfurt am Main durch den Bergwerkswald. An der Autobahn (A 485) liegt der Lindener Ortsteil Oberhof, ein Weiler und ehemalige Bergarbeitersiedlung.